# Cleistes latiglossa
Cleistes latiglossa é uma espécie de orquídea terrestre de folhas alternadas e flores grandes que abrem em sucessão, com raízes tuberosas delicadas, habitante do centro-oeste e sudeste do Brasil.